# Michel Faucheux
Michel Faucheux, né le 25 janvier 1957 à Toulouse, est historien français des idées. 
Ses travaux visent à développer une réflexion transversale sur le statut de l’être humain, bouleversé sous l’effet de la technique moderne et contemporaine.

## Biographie
Né à Toulouse en 1957, Michel Faucheux a fait ses études à l’université de Toulouse II. Docteur de 3e cycle (1981) et docteur d’État ès Lettres[réf. souhaitée], Michel Faucheux enseigne à l’Institut national des sciences appliquées (INSA) de Lyon où il avait dirigé le Centre des Humanités. Il est membre du laboratoire S2HEP. Il a dirigé, avec le professeur Jacques Michel, une thèse de doctorat sur l'identité philosophique de l'INSA de Lyon et le rôle fondateur joué dans la création de cette école d'ingénieurs par le philosophe Gaston Berger.
Il est membre associé de l’Institut Gaston Berger.
En 1992 et 1993, il a été pensionnaire de la Fondation de Lourmarin Laurent-Vibert.
Il a assuré la chronique Explorer les idées pour l'hebdomadaire Témoignage chrétien de 2003 à 2005.
En 2017, il contribue au catalogue de l'exposition Golem ! Avatars d’une légende d’argile au Musée d'art et d'histoire du judaïsme.

## Idées, réflexion
Ses travaux de recherche visent à développer une réflexion transversale sur la place sociale et le statut métaphysique de l’être humain bouleversés sous l’effet de la technique. Il cherche ainsi à définir un humanisme du XXIe siècle.
Il mène une recherche sur la relation entre mythe et technique qui l’a conduit à publier en 2008 un ouvrage montrant la relation entre la cybernétique et le mythe du Golem.
Ses travaux visent aussi à définir la place et la fonction des enseignements d’humanités dans la formation des ingénieurs.  
Les biographies qu’il a publiées (collection Folio biographies, Gallimard) visent à prolonger sa réflexion à travers des destins particuliers, et viennent en écho à ses essais et articles de recherche.

## Publications
- Mortelles Évidences, Paris, Éditions Saint Germain des Prés, 1987
- Fêtes de table, Paris, Éditions Philippe Lebaud, 252 p. 1997
- La terre est une légende, la science devant l'imaginaire des hommes, Paris, Éditions Philippe Lebaud, 246 p., 1999
- Le Tibet de la mémoire, Paris, Éditions Philippe Lebaud, 232 p., 2001
- Histoire du bonheur, Paris, Éditions Philippe Lebaud, 238 p., 2002
- Histoires du mal en Occident, Paris, Éditions du Félin, 238 p., 2004
- Les quêtes chimériques, Paris, Lattès, 262 p., 2006
- Les recherches en sciences humaines et sociales dans les écoles d’ingénieurs, un enjeu nouveau de connaissance, Paris, Éditions Petra, 192 p., 2007 (Avec Joëlle Forest)
- Norbert Wiener, le Golem et la cybernétique, éléments de fantastique technologique, Paris, Éditions du Sandre, 191 p., 2008
- New Elements of technology, Belfort,  Presses de l’UTBM, 146 p., 2011 (Avec Joëlle Forest)
- La tentation de Faust, Paris, Éditions de l’Archipel, 2012, 262 p., 2012
- Chaplin, Folio biographie, Paris, Gallimard, 292 p., 2012
- Mermoz, Folio biographie, Paris, Gallimard, 292 p., 2013
- Frankenstein, une biographie, Paris, L’Archipel, 288 p, 2015
- Buffalo Bill, Folio Biographies, Paris, Gallimard, 298 p, 2017
- Olympe de Gouges, Folio Biographies, Paris, Gallimard, 288 p, 2018
- Moi j’étais fait pour être jardinier, Salvator, 2020
- Saint-Exupéry, la spiritualité au désert, Salvator, 2022
- À force d’âme, Salvator, coll. « La foi au cœur », 2024

## Distinctions
- Chevalier de l'ordre des Palmes académiques, 2001[réf. nécessaire]
- Prix de l'essai de la ville de Saint-Maur 2019[15], (Salon International du Livre de Poche : Saint-Maur en Poche)